# حمله به میدان‌شهر
حمله به میدان‌شهر حمله‌ای تروریستی بود که در روز چهارشنبه ۳ بهمن ۱۳۹۷ توسط نیروهای طالبان در شهر میدان‌شهر ولایت میدان وردک، از مناطق مرکزی افغانستان انجام گرفت. طی این حمله، بیش از صد تن از نیروهای امنیت ملی افغانستان کشته شدند. در این یورش ابتدا مهاجمان با یک وسیله نقلیه حاوی مواد منفجره از ایست و بازرسی مجموعه گذشتند و خودرو را منفجر کردند. سپس دو مهاجم مسلح وارد مقر شده و با مسلسل به نیروهای امنیتی حمله کردند. به گفته یک مقام ارشد وزارت دفاع افغانستان، ۱۲۶ تن در این حمله کشته شدند. بنا بر ادعای طالبان ۱۹۰ نفر کشته شده‌اند و به گفته ریاست عمومی امنیت ملی ۳۶ تن کشته و ۵۸ تن زخمی شدند. طالبان در این حمله، از یک خودروی هاموی که قبلاً از نیروهای دولتی افغانستان به غنیمت گرفته بودند، استفاده شد.
چند روز پس از این حمله، ریاست عمومی امنیت ملی افغانستان اعلام کرد فرمانده نعمان، طراح حمله انتحاری بالای قرارگاه مفرزه کشته شده‌است.

## واکنش‌ها

### ایران
بهرام قاسمی، سخنگوی وزارت امور خارجه ایران، نسبت به خانواده‌های قربانیان ابراز همدردی کرد.

### پاکستان
عمران خان، نخست‌وزیر پاکستان، با خانواده‌های آسیب‌دیده از این حمله ابراز همدردی کرد.

### ترکیه
رجب طیب اردوغان، رئیس‌جمهور ترکیه، این حمله را محکوم کرد و با محمد اشرف غنی ابراز همدردی کرد.